# Bugatti Tipo 28
La Bugatti Tipo 28 fu un prototipo con carrozzeria torpedo e motore 8 cilindri da 2 991 cm³ realizzata dalla casa automobilistica francese Bugatti nel 1921.

## Caratteristiche
La Tipo 28 fu il primo passo di Ettore Bugatti verso il mercato delle auto di lusso e venne realizzata unicamente come prototipo per testare la reazione del pubblico di fronte alla volontà della casa di Molsheim di avvicinarsi decisamente al segmento delle auto di lusso dopo i primi anni dedicati quasi esclusivamente a vettura di fascia meno elevata. Il suo chassis fu presentato nel 1921 a Parigi e a Londra. Fu la prima Bugatti in assoluto a montare un motore a 8 cilindri. La Tipo 28 proponeva alcune chicche particolari per l'epoca, come il controllo dei fari, i freni idraulici sulle quattro ruote e il volante regolabile. Il motore aveva una cilindrata di 2991 cm³ in grado di erogare 90 CV a 3400 giri/min. Fu realizzato accoppiando due quadricilindrici da 1496 cm3 normalmente destinati ad equipaggiare le Tipo 13 "Brescia". Da essi venne ripresa anche l'accensione a doppia candela. Fra le varie "chicche" motoristiche va citata la distribuzione a 3 valvole per cilindri, introdotta per la prima volta nelle Tipo 16 e Tipo 18 pre-belliche e destinata ad essere impiegata su molte delle successive Bugatti.
Subito dopo la presentazione della Tipo 28, Ettore Bugatti si renderà conto che i tempi non sono ancora maturi per il lancio di un modello di lusso: oltretutto, il desiderio del patron della casa di Molsheim fu quello di realizzare una vettura in grado di competere con le più blasonate vetture di lusso presenti in quel momento sul mercato, prima fra tutte le Rolls-Royce. Tale desiderio, che troverà la sua massima concretizzazione nella futura Tipo 41 "Royale", non avrebbe potuto di certo realizzarsi lanciando la produzione di un modello con motore da 3 litri e con una corpo vettura di appena 3,4 metri di lunghezza (praticamente come una Fiat Panda). Per questi motivi la Tipo 28 rimase uno studio a sé stante, un prototipo che non avrebbe mai avuto sbocchi produttivi, ma il cui motore darà origine a tutta una dinastia di propulsori a 8 cilindri in linea montati sulle successive Bugatti. 
L'architettura ad 8 cilindri in linea avrebbe però trovato la sua prima applicazione dapprima nella Tipo 29, una vettura da competizione dall'effimera storia sportiva, ed in seguito nella Tipo 30, prima Bugatti di serie con motore ad 8 cilindri. In entrambe, però, la cilindrata verrà ridotta a 2 litri.